# かやの町
かやの町（かやのちょう）は、千葉県柏市の町名。郵便番号は277-0846。

## 地理
柏市西町は柏駅の西にある柏市中心部の住宅地のひとつ。町域は柏市都市計画道路柏駅西口線の南側、ゆるやかな低地にある。篠籠田・豊四季台に全体を包まれるように縦長に位置し、町域は主に住宅地として利用されている。将来的に柏都市計画道路3･4･22号吉野沢高野台線が中央部を縦断する計画がある。

## 歴史
1968年（昭和43年）1月1日、篠籠田および豊四季の一部より起立された。全域が篠籠田の旧小字「茅野」という地域にあたる。全域が一面の茅原であったという由来であるが、詳細は不明。

## 世帯数と人口
2017年（平成29年）10月31日現在の世帯数と人口は以下の通りである。
| 町丁     | 世帯数  | 人口  |
| -------- | ------- | ----- |
| かやの町 | 366世帯 | 884人 |

## 小・中学校の学区
市立小・中学校に通う場合、学区は以下の通りとなる。
| 番地 | 小学校             | 中学校             |
| ---- | ------------------ | ------------------ |
| 全域 | 柏市立柏第七小学校 | 柏市立柏第三中学校 |

## 交通

### 鉄道
柏駅および東武鉄道豊四季駅のほぼ中間に位置する。いずれの駅も徒歩20分ほど。

## 施設
- 豊四季乳児保育園
- 豊四季台近隣センター体育館